# Cyperispa
Cyperispa là một chi bọ cánh cứng trong họ Chrysomelidae.
Chi này được Gressitt miêu tả khoa học năm 1957.

## Các loài
Các loài trong chi này gồm:
- Cyperispa hypolytri Gressitt, 1957
- Cyperispa lungae (Gressitt, 1990)
- Cyperispa palmarum (Gressitt, 1990)
- Cyperispa scleriae Gressitt, 1957
- Cyperispa thoracostachyi Gressitt, 1960